# 益田路

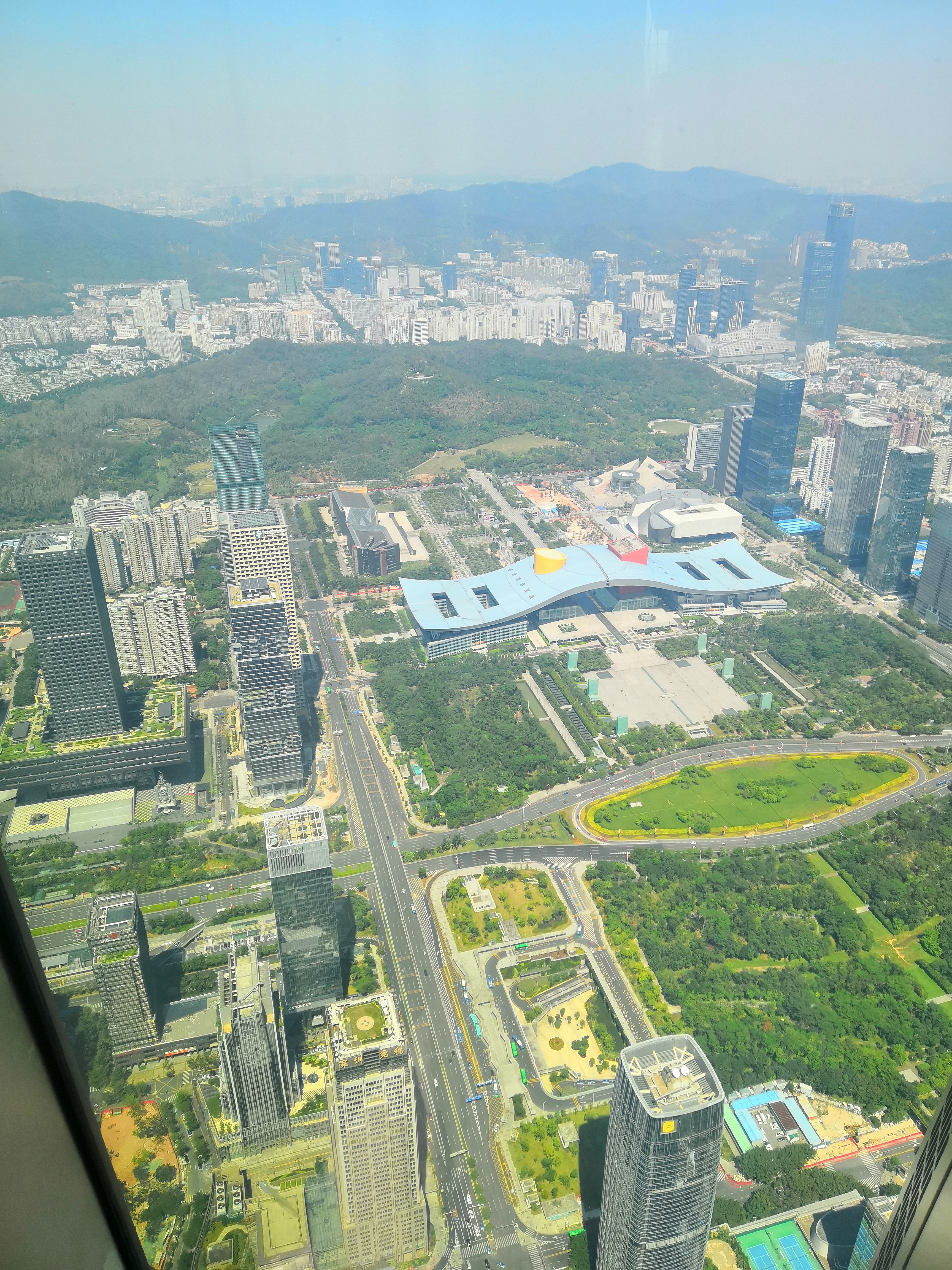
從高空望益田路。

益田路是深圳市一条南北走向市政道路，南端抵达福田保税区，北接莲花山公园。

## 鄰近建築物
- 信息樞紐大廈（益田路48號）
- 市政府大樓市民中心
- 平安國際金融中心（益田路5033號）

## 接驳道路与设施
- 红花路
- 福荣路
- 福强路
- 福民路
- 濱河大道
- 福华三路
- 福华路
- 深南大道
- 福中三路
- 福中路
- 福中一路
- 红荔路

## 沿途机构和社区
- 福田保税区
- 福田区人民政府
- 皇岗公园
- 深圳會展中心
- 平安金融中心
- 福田站
- 市民中心
- 深圳图书馆
- 深圳市音乐厅
- 深圳市儿童医院
- 信息枢纽大厦（中国电信深圳分公司）
- 莲花山公园